# Sammi Hanratty
Samantha Lynnes Hanratty (Scottsdale, 20 de setembro de 1995) é uma atriz norte-americana, mais conhecida por interpretar Misty Quigley na série de televisão Yellowjackets e Whitney Brown no filme Whitney Brown. Ela foi indicada ao Young Artists Awards três vezes, duas pelo seu papel em Zack & Cody (2008) e uma pelo seu papel em Uma Irmã Em Minha Vida (2007).

## Biografia
Samantha Lynnes Hanratty é a mais nova de cinco irmãs. Ela começou a atuar aos seus seis anos de idade, apesar de querer começar logo aos dois anos. Ela também foi educada em casa, diferentemente de suas irmãs.
Originalmente, Hanratty havia feito o teste para a personagem Natalie na série Yellowjackets, mas a personagem tem aspectos muito diferentes da que Hanratty atuou, portanto os produtores a chamaram para fazer audições para a personagem Misty. Ela definiu as audições para o papel como "muito intensas" em uma entrevista.

## Filmografia

### Filmes
| Filmes | Filmes                                             | Filmes                           | Filmes   |
| Ano    | Título                                             | Papel                            | Notas    |
| ------ | -------------------------------------------------- | -------------------------------- | -------- |
| 2006   | Pirates of the Caribbean: Dead Man's Chest         | garota britânica (não creditado) |          |
| 2006   | The Santa Clause 3: The Escape Clause              | Elfo #1                          |          |
| 2007   | 2                                                  | pequena Laura                    |          |
| 2007   | Wish Gone Amiss                                    | Holly                            | Vídeo    |
| 2008   | Hero Wanted                                        | Marley Singer                    |          |
| 2009   | An\|American Girl: Chrissa Stands Strong           | Chrissa Maxwell                  | Vídeo    |
| 2009   | Finding Bliss                                      | pequena Jody                     |          |
| 2009   | Within                                             | Michelle Lowe                    |          |
| 2009   | A\|Christmas Carol\|A Christmas Carol (2009 filme) | diversos                         |          |
| 2010   | Magic                                              | Kayla Fairmont                   |          |
| 2010   | Jack and the Beanstalk                             | Gretel                           |          |
| 2010   | Kalamity                                           | Barbie Klepack                   |          |
| 2011   | The Lost Medallion: The Adventures of Billy Stone  | Allie                            |          |
| 2011   | The Greening of Whitney Brown                      | Whitney Brown                    |          |
| 2012   | Amazing Love                                       | Carrie                           | No ritmo |
| 2014   | Moms' Night Out                                    | Zoe                              |          |
| 2015   | Seeds Of Yesterday                                 | Cindy                            |          |

### Televisão
| Televisão | Televisão                     | Televisão              | Televisão                                   |
| Ano       | Título                        | Papel                  | Notas                                       |
| --------- | ----------------------------- | ---------------------- | ------------------------------------------- |
| 2005      | Passions                      | Adele                  | episódio : "1.1410"                         |
| 2005      | Charmed                       | Wendy                  | episódio : "Caixinha de horrores"           |
| 2005      | Drake & Josh                  | Annabelle              | episódio : "dedão de espuma"                |
| 2005      | House MD                      | Dory                   | The Mistake"                                |
| 2005      | Last Laugh '05                | Little Girl            | Telefilme                                   |
| 2006      | Hello Sister, Goodbye Life    | Celia                  | Telefilme                                   |
| 2006      | CSI: NY                       | Emma Matthews          | episódio : "Fare Game"                      |
| 2006      | Cold Case                     | Muriel Bartleby (1929) | episódio : "Beautiful Little Fool"          |
| 2006      | MADtv                         | diversos               | 3 episódios                                 |
| 2006      | Desperation                   | Pie Carver             | Telefilme                                   |
| 2006      | That's So Raven               | Taylor                 | episódio : "Rae of Sunshine"                |
| 2006-2007 | The Suite Life of Zack & Cody | Holly                  | 6 episódios                                 |
| 2007-2009 | Pushing Daisies               | pequena Chuck          | 6 episódios                                 |
| 2006-2009 | The Unit                      | Jen Gerhardt           | 10 episódios                                |
| 2008      | iCarly                        | Morgan                 | episódio : "iCarly Salva a TV"              |
| 2008      | Mother Goose Parade           |                        | Telefilme                                   |
| 2009      | The Amazing Mrs. Novak        | Sadie Novak            | Telefilme                                   |
| 2013      | Monday Mornings               | Abra Rivers            | Episodio: "Forks Over Knives"               |
| 2014      | Salem                         | Dollie Trask           | 12 episódios                                |
| 2014      | Stalker                       | Hannah McCoy           | episódio: "Whatever Happened to Baby James" |
| 2016      | How To Get Away With Murder   | Zoe                    | Temporada:2 Episódio:4                      |
| 2017      | Shameless                     | Kassid                 | 7 episódios                                 |
| 2017      | The Vampire Diaries           | Violet Fell            | 4 episódios                                 |
| 2021      | Yellowjackets                 | Misty Quigley          | 19 episódios - personagem principal         |

## Ligações externa
- «Página oficial» (em inglês)
- Sammi Hanratty. no IMDb.
- Entrevista com Samantha Hanratty. Na Interview Magazine.

1. ↑  Macias, Ernesto (18 de novembro de 2021). «Samantha Hanratty and Christina Ricci on Surviving in the Wild». Interview Magazine (em inglês). Consultado em 23 de outubro de 2023